# Geranomyia perfecta
Geranomyia perfecta is een tweevleugelige uit de familie steltmuggen (Limoniidae). De soort komt voor in het Nearctisch en Neotropisch gebied.